# Ýokary Liga
Ýokary Liga (turkm. Türkmenistanyň Ýokary Ligasy, inna nazwa 1. Toparlar) – najwyższa klasa rozgrywkowa klubów piłki nożnej w Turkmenistanie. Rozgrywki ligi toczą się pod patronatem Turkmeńskiego Związku Piłki Nożnej. Zwycięzca rozgrywek otrzymuje tytuł mistrza Turkmenistanu, a spadkowicze trafiają do II ligi.

## Format rozgrywek
Liga rozgrywana jest systemem wiosna-jesień. Sezon najczęściej trwa od kwietnia do listopada. Zwycięzca rozgrywek ligowych zostaje piłkarskim mistrzem Turkmenistanu. W sezonie 2011 liga skupiała 10 zespołów.
Zwycięzca rozgrywek reprezentuje Turkmenistan na arenie międzynarodowej w Pucharze Prezydenta AFC.

## Drużyny w sezonie 2021
- Ahal Änew
- Altyn Asyr FK
- Aşgabat FK
- Nebitçi FT
- Energetik Mary
- Köpetdag Aszchabad
- Merw Mary
- Şagadam Turkmenbaszy

## Mistrzowie i pozostali medaliści
| Sezon                            | K | K | T | Mistrz               | Wicemistrz           | III miejsce               | Br. | Król strzelców                                                                                                 | Uwagi              |
| Wyższa Liga (turkm. Ýokary Liga) |   |   |   |                      |                      |                           |     | |                    |
| 1992                             |   |   | 1 | Köpetdag Aszchabad   | Nebitçi Nebitdag     | Ahal Akdaşaýak            | 41  | Sergeý Kazankow (TSHT Aşgabat)                                                                                 | 15 klubów          |
| 1993                             |   |   | 2 | Köpetdag Aszchabad   | FK Büzmeýin          | Nebitçi Nebitdag          | 25  | Berdymyrat Nurmyradow (Köpetdag Aszchabad)                                                                     | 10 klubów, 2 rundy |
| 1994                             |   |   | 3 | Köpetdag Aszchabad   | Nisa Aszchabad       | Merw Mary                 | 13  | Berdymyrat Nurmyradow (Köpetdag Aszchabad)                                                                     | 10 klubów          |
| 1995                             |   |   | 4 | Köpetdag Aszchabad   | Nisa Aszchabad       | Nebitçi Nebitdag          | 41  | Rejepmyrat Agabaýew (Nisa Aszchabad)                                                                           | 6 klubów           |
| 1996                             |   |   | 1 | Nisa Aszchabad       | Köpetdag Aszchabad   | Ekskawatorçy-Lebap Çärjew | 28  | Rejepmyrat Agabaýew (Nisa Aszchabad)                                                                           | 8 klubów           |
| 1997/1998                        |   |   | 5 | Köpetdag Aszchabad   | Nisa Aszchabad       | Dagdan Aszchabad          | 28  | Rejepmyrat Agabaýew (Nisa Aszchabad)                                                                           | 8 klubów           |
| 1998/1999                        |   |   | 2 | Nisa Aszchabad       | Köpetdag Aszchabad   | Dagdan Aszchabad          | 16  | Rejepmyrat Agabaýew (Nisa Aszchabad) Didargylyç Urazow (Nisa Aszchabad) Şarafutdin Jumanyýazow (Turan Daşoguz) | 9 klubów           |
| 2000                             |   |   | 6 | Köpetdag Aszchabad   | Nebitçi Balkanabat   | Nisa Aszchabad            | 13  | Amandurdy Annadurdyýew (Köpetdag Aszchabad)                                                                    | 11 klubów          |
| 2001                             |   |   | 3 | Nisa Aszchabad       | Köpetdag Aszchabad   | Nebitçi Balkanabat        | 32  | Didargylyç Urazow (Nisa Aszchabad)                                                                             | 9 klubów           |
| 2002                             |   |   | 1 | Şagadam Turkmenbaszy | Nisa Aszchabad       | Garagum Türkmenabat       | 20  | Rustam Sadykow (Şagadam Turkmenbaszy)                                                                          | 9 klubów           |
| 2003                             |   |   | 4 | Nisa Aszchabad       | Nebitçi Balkanabat   | Şagadam Turkmenbaszy      | 21  | Daýançgylyç Urazow (Nisa Aszchabad)                                                                            | 10 klubów          |
| 2004                             |   |   | 1 | Nebitçi Balkanabat   | Nisa Aszchabad       | Merw Mary                 | 19  | Berdi Şamyradow (HTTU Aşgabat)                                                                                 | 10 klubów          |
| 2005                             |   |   | 1 | HTTU Aşgabat         | Gazçy Gazojak        | Nebitçi Balkanabat        | 30  | Berdi Şamyradow (HTTU Aşgabat)                                                                                 | 9 klubów           |
| 2006                             |   |   | 2 | HTTU Aşgabat         | Nebitçi Balkanabat   | Aşgabat FK                | 22  | Hamza Allamow (Turan Daşoguz)                                                                                  | 8 klubów           |
| 2007                             |   |   | 1 | Aşgabat FK           | HTTU Aşgabat         | Nebitçi Balkanabat        | 16  | Berdi Şamyradow (HTTU Aşgabat)                                                                                 | 8 klubów           |
| 2008                             |   |   | 2 | Aşgabat FK           | HTTU Aşgabat         | Nebitçi Balkanabat        | 12  | Mämmedaly Garadanow (HTTU Aşgabat) Berdi Şamyradow (HTTU Aşgabat)                                              | 11 klubów          |
| 2009                             |   |   | 3 | HTTU Aşgabat         | Nebitçi Balkanabat   | Merw Mary                 | 18  | Berdi Şamyradow (HTTU Aşgabat)                                                                                 | 9 klubów           |
| 2010                             |   |   | 2 | Balkan Balkanabat    | Altyn Asyr Aszchabad | Lebap Türkmenabat         | 11  | Berdi Şamyradow (HTTU Aşgabat)                                                                                 | 10 klubów          |
| 2011                             |   |   | 3 | Balkan Balkanabat    | HTTU Aşgabat         | Aşgabat FK                | 24  | Mämmedaly Garadanow (HTTU Aşgabat)                                                                             | 10 klubów          |
| 2012                             |   |   | 4 | Balkan Balkanabat    | Merw Mary            | HTTU Aşgabat              | 23  | Aleksandr Boliýan (Şagadam Turkmenbaszy)                                                                       | 9 klubów           |
| 2013                             |   |   | 4 | HTTU Aşgabat         | Balkan Balkanabat    | Altyn Asyr Aszchabad      | 26  | Mämmedaly Garadanow (HTTU Aşgabat)                                                                             | 10 klubów          |
| 2014                             |   |   | 1 | Altyn Asyr Aszchabad | FC Ahal              | Şagadam Turkmenbaszy      | 28  | Mämmedaly Garadanow (HTTU Aşgabat)                                                                             | 10 klubów          |
| 2015                             |   |   | 2 | Altyn Asyr Aszchabad | Balkan Balkanabat    | Aşgabat FK                | 31  | Myrat Ýagşyýew (Balkan Balkanabat)                                                                             | 10 klubów          |

## Statystyka
Stan po zakończeniu sezonu 2015
| Lp. | Klub                 | Miejsca na podium | Miejsca na podium  | Miejsca na podium | Zwycięskie sezony           |   |   |                                         |
| --- | -------------------- | ----------------- | ------------------ | ----------------- | --------------------------- | - | - | --------------------------------------- |
| Lp. | Klub                 | 1.                | Köpetdag Aszchabad | 6                 | Zwycięskie sezony           | 3 | 0 | 1992, 1993, 1994, 1995, 1997/1998, 2000 |
| 2.  | Balkan Balkanabat    | 4                 | 8                  | 5                 | 2004, 2010, 2011, 2012      |   |   |                                         |
| 3.  | Nisa Aszchabad       | 4                 | 5                  | 1                 | 1996, 1998/1999, 2001, 2003 |   |   |                                         |
| 4.  | HTTU Aşgabat         | 4                 | 3                  | 1                 | 2005, 2006, 2009, 2013      |   |   |                                         |
| 5.  | Altyn Asyr Aszchabad | 2                 | 1                  | 1                 | 2014, 2015                  |   |   |                                         |
| 6.  | Aşgabat FK           | 2                 | 0                  | 3                 | 2007, 2008                  |   |   |                                         |
| 7.  | Şagadam Turkmenbaszy | 1                 | 0                  | 2                 | 2002                        |   |   |                                         |
| 8.  | Merw Mary            | 0                 | 1                  | 3                 |                             |   |   |                                         |
| 9.  | Ahal Änew            | 0                 | 1                  | 1                 |                             |   |   |                                         |
| 10. | Gazçy Gazojak        | 0                 | 1                  | 0                 |                             |   |   |                                         |
| 11. | Lebap Türkmenabat    | 0                 | 0                  | 3                 |                             |   |   |                                         |
| 12. | Dagdan Aszchabad     | 0                 | 0                  | 2                 |                             |   |   |                                         |
| 13. | Büzmeýin FK          | 0                 | 0                  | 1                 |                             |   |   |                                         |